# Khatazakane
Khatazakane (franska: Khatazakane (CR), Khatazakane (Commune Rurale), arabiska: الغيات) är en kommun i Marocko.   Den ligger i provinsen Safi och regionen Marrakech-Safi, i den norra delen av landet, 290 km sydväst om huvudstaden Rabat. Antalet invånare är 15 011.